# دیوید کیج
دیوید دِ گروتولا (به انگلیسی: David De Gruttola) (زادهٔ ۹ ژوئن ۱۹۶۹)، که با نام مستعار دیوید کیج معروف است، یک موسیقی‌دان، نویسنده و طراح بازی ویدئویی فرانسوی است. او بنیان‌گذار استودیوی توسعه‌دهنده بازی‌های ویدئویی کوآنتیک دریم است.

## زندگی‌نامه
دیوید کیج فعالیت حرفه‌ای خود را به عنوان یک تک نوازنده با ساختن موسیقی متن و جلوه‌های ویژه صدا شروع نمود و در سال ۱۹۹۳ شرکت توتم اینتراکتیو را تأسیس کرد و به عنوان یک آهنگساز کارمزدی برای چندین برنامه تلویزیونی، فیلم و بازی ویدئویی مشغول به کار شد. در سال ۱۹۹۷ استودیوی کوآنتیک دریم را در پاریس تأسیس نمود. او طراح و کارگردان چهار بازی به‌شمار می‌رود که توسط استودیوی کوآنتیک دریم منتشر شده‌اند: امیکرون: روح سرگردان که از روی یکی از رمان‌های خود آن را ساخته بود و توسط شرکت آیدوس در سال (۱۹۹۹) منتشر گردید، فارنهایت / ایندیگو پرافسی (۲۰۰۵)، هوی رین که در فوریه ۲۰۱۰ منتشر شد، ماوراء: دو روح که در سال ۲۰۱۳ برای کنسول پلی‌استیشن ۳ روانه بازار شد و آخرین بازی نیز با عنوان دیترویت: بیکام هیومن که در سال ۲۰۱۸ برای کنسول پلی‌استیشن ۴ و سال ۲۰۱۹ برای مایکروسافت ویندوز منتشر شد. دیوید کیج در اوقات فراغت خود به نوشتن داستان‌های کوتاه و رمان‌های علمی تخیلی می‌پردازد.